# سابوولفر
سابوولفر (به انگلیسی: Subwoolfer) گروه موسیقی نروژی است.
آن‌ها نماینده نروژ در یوروویژن ۲۰۲۲ بودند.